# 沙特尔区
沙特尔区（法語：Arrondissement de Chartres）是法国厄尔-卢瓦省所辖的一个区。总面积2129.5平方公里，总人口209168，人口密度98人/平方公里（2017年）。主要城镇为沙特尔。

## 辖区
沙特尔区辖有148个市镇。